# Rui Alberto Faria Da Costa
Rui Alberto Faria Da Costa (1986. október 5. –) portugál profi kerékpáros. Jelenleg a Lampre-Merida versenyzője. 2011-ben szakaszt nyert a Tour de France-on és megnyerte a GP de Montrealt. 2012-ben a Svájci körverseny győztese. 2013-ban, - első portugálként - megnyerte az Országútikerékpár-világbajnokságot  mezőnyversenyben. Címet védett a Svájci körversenyen, és megnyerte a Portugál országúti időfutambajnokságot. 2014-ben harmadszorra is az első helyre küzdötte fel magát a Svájci körversenyen - ő az egyetlen, aki ezt a versenyt három egymást követő évben meg tudta nyerni. -

## Sikerei
2007
- Volta a Madeira
  -  Összetett verseny győztese
  - 1., 1. szakasz
  - 1., 5. szakasz
  - 2., 3. szakasz
  - 2., 4. szakasz

2008
- Országúti világbajnokság, U23-időfutam
  - 8. hely
- Országúti világbajnokság, U23-mezőnyverseny
  - 5. hely

2009
- Portugál országúti-bajnokság, mezőnyverseny
  - 2. hely

2010
- Tour de Suisse
  - 1., 8. szakasz
- Portugál országúti-bajnokság, időfutam
  -  1. hely
- Tour de France
  - 73., Összetett versenyben

2011
- Vuelta a la Comunidad de Madrid
  -  Összetett verseny győztese
  - 2., 1. szakasz
  - 2., 3. szakasz
- Tour de France
  - 90, Összetett versenyben
  - 1., 8. szakasz
- Grand Prix Cycliste de Montréal
  - 1. hely
- Országúti világbajnokság, mezőnyverseny
  - 15. hely

2012
- Tour de Suisse
  -  Összetett verseny győztese
  - 1., 2. szakasz
- Tour de Romandie
  - 3. hely
- Volta ao Algarve
  - 5. hely